# Hermann Schrader (Philologe)
Hermann Schrader (vollständiger Name Hermann Ludwig Schrader, * 3. Juli 1841 in Hamburg; † 20. Januar 1916 in Weimar) war ein deutscher Klassischer Philologe und Gymnasiallehrer. Er unterrichtete von 1865 bis 1901 am Johanneum in Hamburg.

## Leben
Hermann Ludwig Schrader besuchte die Gelehrtenschule des Johanneums in Hamburg und studierte ab 1860 Klassische Philologie an den Universitäten zu Erlangen und Bonn, wo er bei bedeutenden Philologen Otto Jahn und Friedrich Ritschl studierte. Vom Wintersemester 1862/63 bis zum Sommersemester 1863 gehörte er dem Philologischen Verein an, einem Zusammenschluss von Philologiestudenten, aus dem viele verdienstvolle Forscher hervorgingen. Zu seinen Kommilitonen gehörten Friedrich Blass, Wilhelm Brambach, Karl Dziatzko, Eduard Hiller, Otto Korn, Otto Richter sowie Heinrich Bubendey und Wilhelm Wagner, die später seine Kollegen am Johanneum waren. Zusammen mit seinen Kommilitonen veröffentlichte Schrader 1864 eine Festschrift für Ritschl anlässlich seines 25-jährigen Dienstjubiläums in Bonn, den Liber miscellaneus.
Schrader beschäftigte sich während seines Studiums mit zahlreichen Disziplinen und Bereichen der Altertumswissenschaft, beispielsweise mit der Epigraphik (bei Ritschl) und der Archäologie (bei Jahn). Einer seiner Forschungsschwerpunkte war das antike Drama, dem Schrader seine ersten Studien widmete. Nach seiner Dissertation und seinem ersten Aufsatz in der Ritschl-Festschrift veröffentlichte er Aufsätze in Fachzeitschriften, etwa in dem von Ritschl herausgegebenen Rheinischen Museum für Philologie und Fleckeisens Jahrbüchern für classische Philologie, später auch im Philologus und im Hermes.
Nach der Promotion zum Dr. phil. 1864 kehrte Schrader nach Hamburg zurück und wurde Schulamtskandidat an der Gelehrtenschule des Johanneums. Zum 1. Oktober 1865 wurde er an der Realschule des Johanneums als Hilfslehrer angestellt. Zu Ostern 1869 wechselte er als ordentlicher Lehrer an die gymnasiale Abteilung, die Gelehrtenschule, wo er über dreißig Jahre lang Griechisch, Latein und Deutsch unterrichtete. Seine wissenschaftliche Arbeit führte er während dieser Zeit ununterbrochen fort. 1901 trat er in den Ruhestand und zog nach Weimar, wo er 15 Jahre später im Alter von 74 Jahren starb.

## Wissenschaftliches Werk
Schrader beschäftigte sich seit seiner Bonner Studienzeit mit weiten Bereichen der griechischen Literatur. Seine Schwerpunkte waren die griechische Tragödie und Komödie, die Scholien zur antiken epischen und dramatischen Dichtung und die Beschäftigung der antiken Grammatiker, Sophisten und Philosophen mit den homerischen Epen.
Die griechische Tragödie und Komödie behandelte Schrader bereits in seinen ersten Schriften. In seiner Doktorarbeit untersuchte er die textkritischen Zeichen der antiken Grammatiker, die in der Überlieferung der griechischen Bühnendichtung auftauchen. Sein gleichzeitig erschienener Beitrag zur Ritschl-Festschrift betraf einen Aspekt der Theaterpraxis, die Auslosung der Schauspieler in Athen. In weiteren Aufsätzen untersuchte Schrader weitere Einzelaspekte des Bühnenwesens, beispielsweise einen Aufsatz Zur Würdigung des deus ex machina der griechischen Tragödie (1867/68), in dem er den antiken dieses dramatischen Kunstgriffs, die Urteile antiker Gelehrter darüber und die moderne (abschätzige) Verwendungsweise des Begriffs differenzierte.
Neben diesen Studien beschäftigte sich Schrader auch mit der Kunstarchäologie und der griechischen Philosophie. Er veröffentlichte 1868 ein Buch über Die Sirenen nach ihrer Bedeutung und künstlerischen Darstellung im Alterthum, das er Otto Jahn und Johannes Classen, dem Rektor des Johanneums, widmete. Im selben Jahr erschien sein Aufsatz zu den Quellen der pseudo-aristotelischen Schrift Περὶ θαυμασίων ἀκουσμάτων.
Ebenso lange beschäftigte sich Schrader mit seinem zweiten Forschungsschwerpunkt, der antiken Scholienliteratur. Otto Jahn vermittelte ihm 1867 eine Kollation des Venetus A, einer wichtigen Ilias-Handschrift mit zahlreichen antiken Scholien. Schrader sammelte unter diesen Scholien vor allem diejenigen, die vom neuplatonischen Philosophen Porphyrios herrührten. Eine Probe seiner Ausgabe veröffentlichte er 1872 im Schulprogramm des Johanneums. Die Gesamtausgabe erschien 1880/82 in zwei Bänden beim Teubner-Verlag. 1890 folgte ebenda eine Ausgabe der Odysseescholien. Als Nebenprodukte dieser Studien veröffentlichte Schrader verschiedene Aufsätze in Fachzeitschriften.
Im Zuge seiner Studien zu den antiken Homerscholien gelangte Schrader zu den antiken Grammatikern und Sophisten und ihren Schriften zu den homerischen Epen. Er veröffentlichte Aufsätze über Plutarchs Homerstudien und seine Homer-Vita und über die Homerstudien des Grammatikers Telephos von Pergamon.

## Schriften (Auswahl)
- De notatione critica a veteribus grammaticis in poetis scaenicis adhibita. Bonn 1864 (Dissertation)
- De sortitione actorum scaenicorum apud Athenienses. In: Liber miscellaneus editus a societate philologica Bonnensi. Bonn 1864, S. 1–10
- Zur Würdigung des deus ex machina der griechischen Tragödie. In: Rheinisches Museum für Philologie. Band 22 (1867), S. 544–564
- Zur Würdigung des deus ex machina der griechischen Tragödie (Schluß). In: Rheinisches Museum für Philologie. Band 23 (1868), S. 103–126
- Die Sirenen nach ihrer Bedeutung und künstlerischen Darstellung im Alterthum. Berlin 1868
- Ueber die Porphyrianischen Ilias-Scholien nebst einer Ausgabe der auf Ilias Γ bezüglichen. Hamburg 1872 (Schulprogramm)
- Porphyrii Quaestionum Homericarum ad Iliadem pertinentium reliquias collegit, disposuit, edidit Hermannus Schrader. 2 Faszikel, Leipzig 1880–1882
- Quaestionum peripateticarum particula. Hamburg 1884
- Porphyrii Quaestionum Homericarum ad Odysseam pertinentium reliquias collegit, disposuit, edidit Hermannus Schrader. Leipzig 1890
- De archaeologiae Thucydideae apud veteres auctoritate. Hamburg 1891
- De Plutarchi Chaeronensis Ὁμηρικαῖς μελέταίς et de eiusdem quae fertur vita Homeri. Gotha 1899
- Telephos der Pergamener περὶ τῆς καθ’ Ὅμηρον ῥητορικῆς. In: Hermes. Band 37 (1902), S. 530–581